# SuperTennis Arena (Rome)
La SuperTennis Arena est une installation sportive inaugurée en 2025 à l'occasion des Internationaux de Rome. L'installation de 3 000 places est située au centre du Stadio dei Marmi au Foro Italico à Rome.
Le stade est le quatrième stade le plus important des Internationaux d'Italie après le Court Central, la Grand Stand Arena et le Stade Nicola Pietrangeli.